# ヒダーツァ
ヒダーツァ族（Hidatsa）とは、アメリカ合衆国ノースダコタ州の北部平原地帯に定住するインディアン部族である。「ヒダーツァ」は｢ヤナギ｣の意味。

## かつての文化

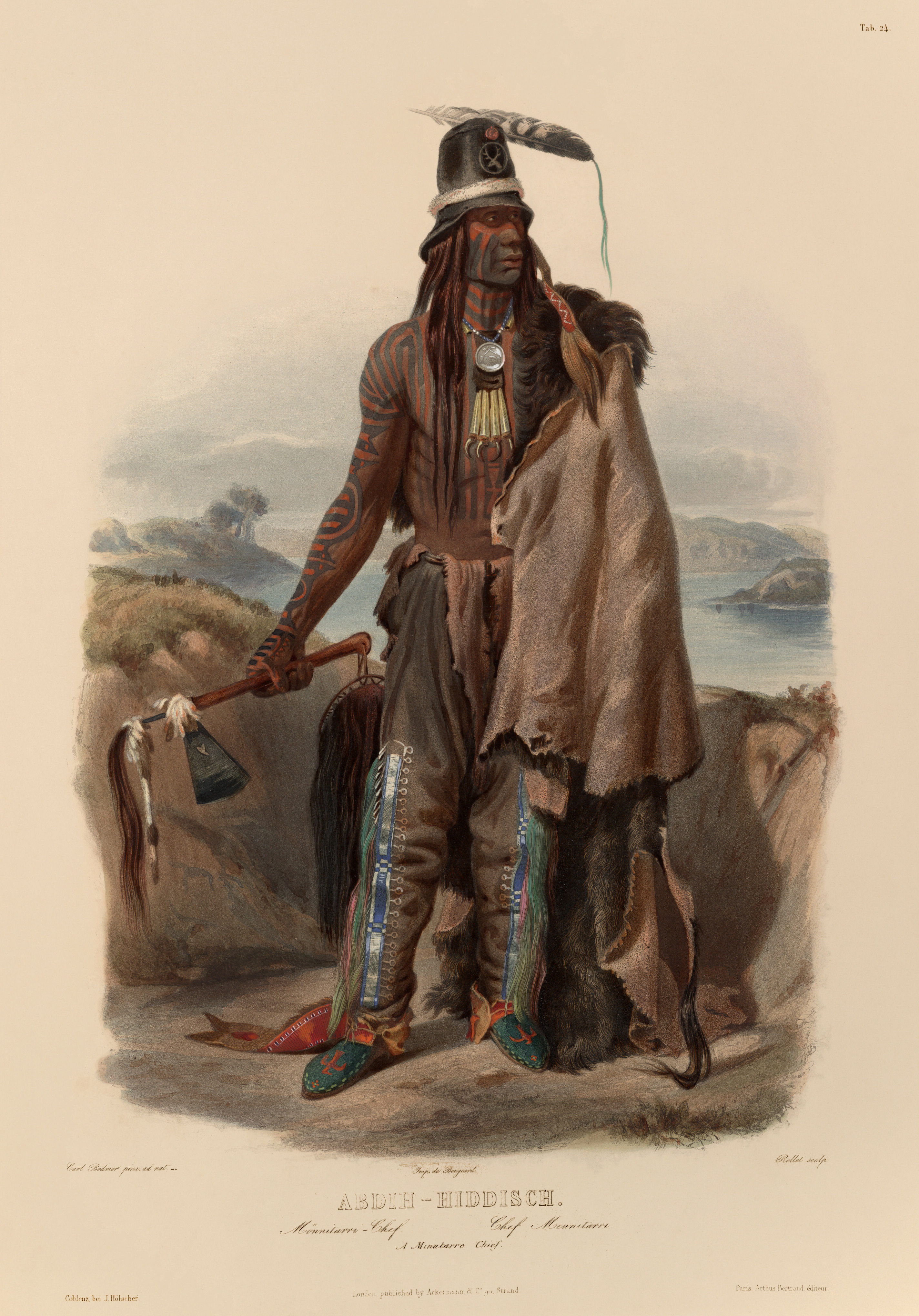
アブディー・ヒッディシュ酋長（カール・ボドマー画、1830年代）

マンダン族からは「水を横切った者たち」という意味の「ミニタリー（Minitaree、Minnetaree 、Minitari）」と呼ばれ、ヒダーツァ族の主体部族は｢元々の人々｣を意味する「ヌクスバーガ（Nuxbaaga）」と名乗った。フランス人交易者や罠猟師からは「でかい腹」を意味する「ミズーリ・グロー・ヴァントル（Gros Ventres、指言葉由来とされる）」と呼ばれた。
「グロー・ヴァントル」は、同じ北部平原部族でモンタナ州やカナダに先住するアトシナ族も同じ名で呼ばれているので注意が必要である。

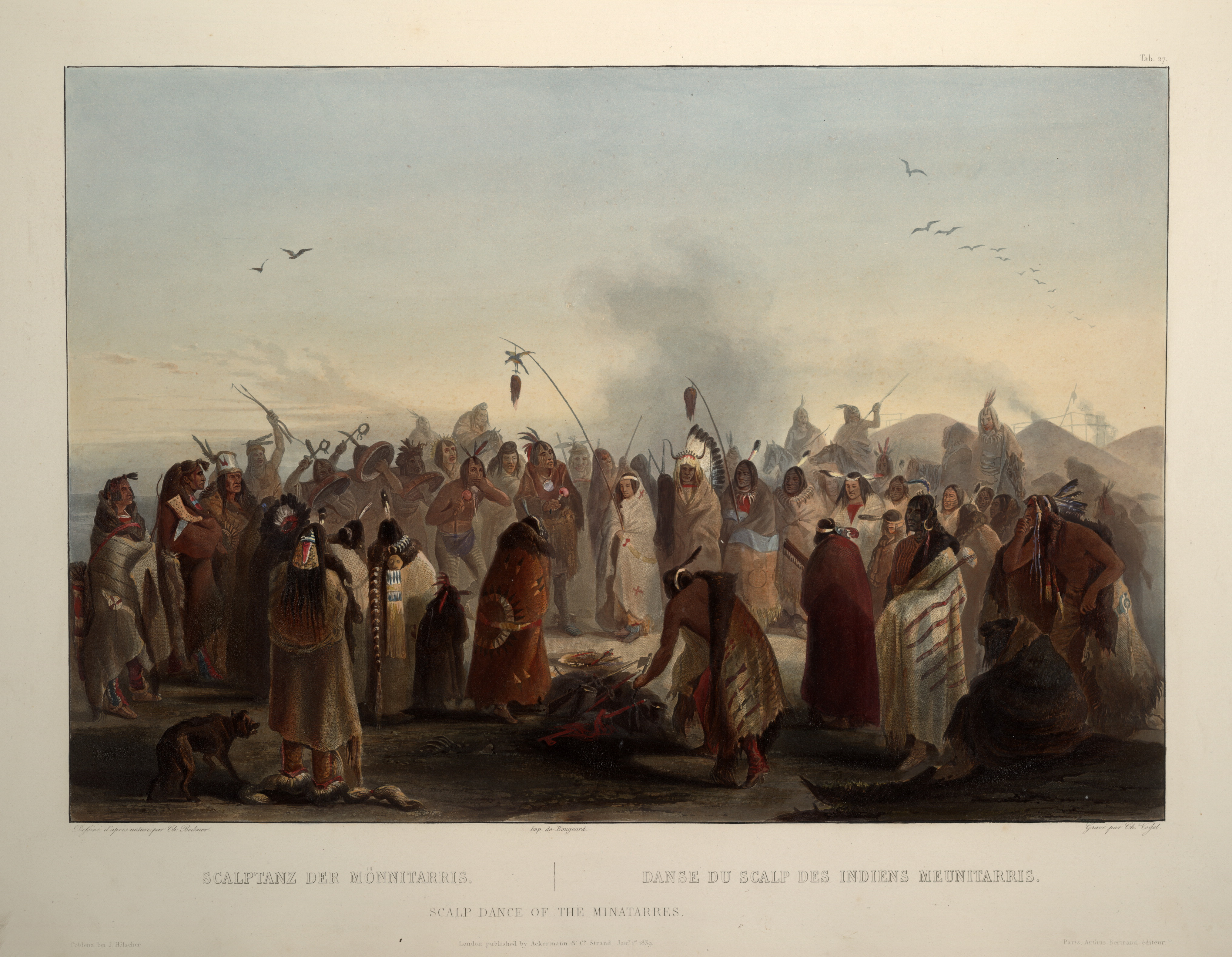
戦の後、敵から剥いだ頭の皮を誇示し踊る戦士たち（カール・ボドマー画、1830年代）

ヒダーツァ族はマンダン族と近縁部族で、ヒダーツァ語はクロウ族の方言に近い。生活もマンダン族同様、トウモロコシを中心に、豆やカボチャを耕作した。陶器を作り、男はティーピーを使って平原でバッファロー狩りをした。サンダンスは部族の重要な儀式である。
ヒダーツァ族の住居はアース・ロッジと呼ばれる土屋根の巨大なドーム型住居だった。
結合していたクロウ族から分離し、ミズーリ川の上の方に移動し、複数の農村を結成していた。村を占有していたアリカラ族とマンダン族とは緊密な同盟関係を築いていた。歴史的にスー族とは敵対関係にあった。

## 白人の到来と伝染病による壊滅
1800年、ヒダーツァ族の戦士がショーショーニー族の村を襲い、若い女性を捕獲した。その女性はサカガウィアだった。
1804年、ルイス・クラーク探検隊がナイフ川河口で、「アマハミ」、「アマチハ」、「ヒダーツァ」の3つの村に到着した。以後、彼らはこのうち一つの村の名から「ヒダーツァ族」と呼ばれるようになった。ヒダーツァ族の捕虜だったサカガウィアはルイスと出会ってから、カナダのフランス人交易者と結婚している。のちに彼らの村を沈めた「ギャリソン・ダム」は、「サカガウィア湖」と名付けられた。
1837年、白人交易者が持ち込んだ天然痘による伝染病などで、ヒダーツァ族の人口は約500人に減った。 移動生活を営む他の平原部族と違い、定住農耕民である彼らは、伝染病の蔓延に弱かったのである。こうして部族員数が激減するなか、生き残ったヒダーツァ族は1845年にマンダン族とミズーリ川上流で結合し、さらに西へ移動した。 
1851年に、アメリカ連邦政府は「第一次ララミー砦条約」で、49,000km²の土地をマンダン族、ヒダーツァ族、アリカラ族のMHA三大部族の不可侵占有領土として条約で確約した。
1862年、ヒダーツァ族はマンダン族、アリカラ族と共に「三大提携部族（MHA）」として連合自治体を結成した。
1870年、4月12日、アメリカ連邦政府は大統領命令により、「ベルトホールド砦インディアン保留地（Reservation）」を設立。不可侵条約を破って、彼らの領土を32,000km²に減らした。

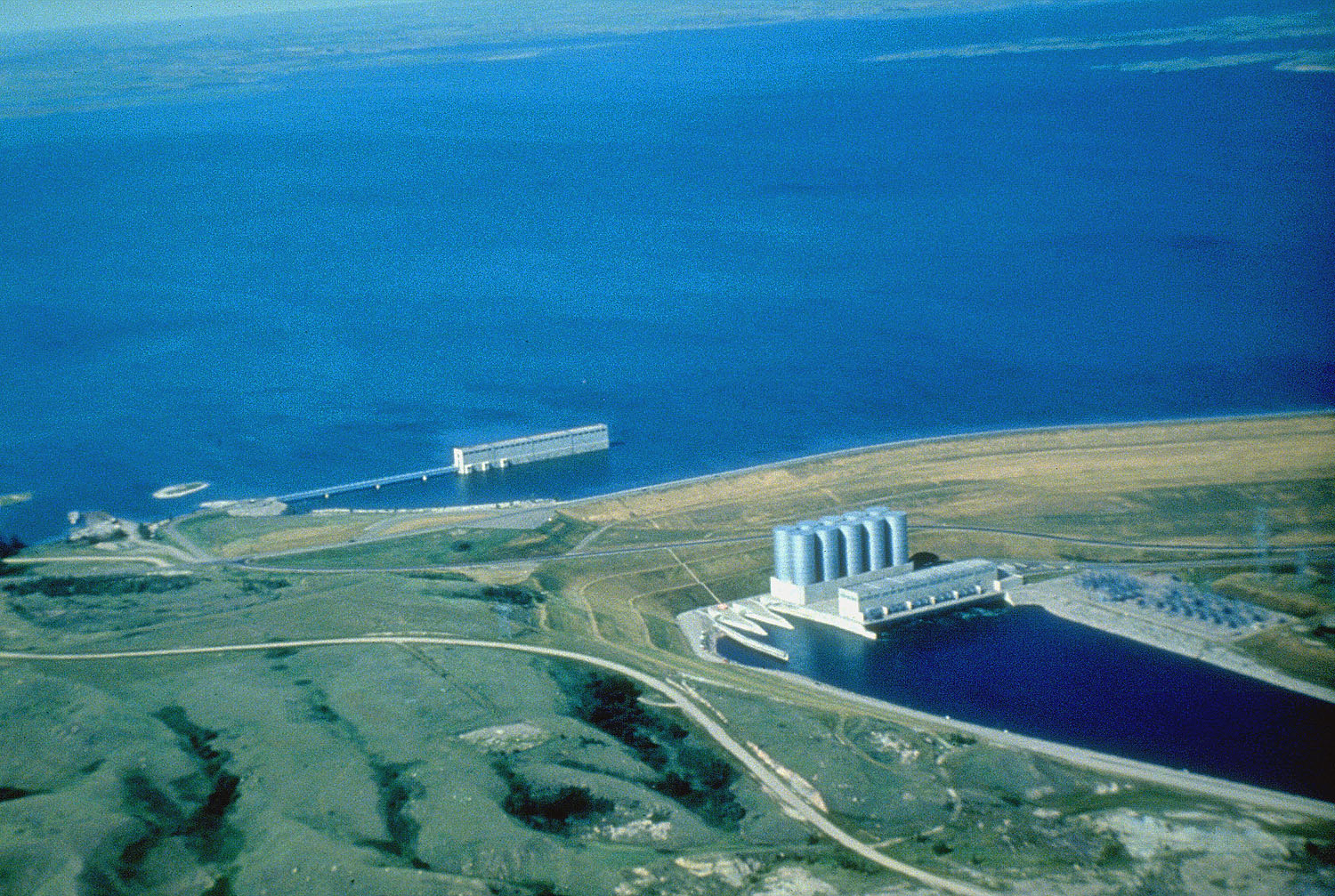
ヒダーツァの村は「ギャリソン・ダム（サカガウェア湖）」の底に沈められた

1880年、7月1日に、アメリカ連邦政府はさらに不可侵条約を破って、この保留地から28,000km²の土地を没収した。
1910年までに、彼らの保留地は分割没収され続け、「ララミー砦の条約」で「不可侵の土地」と約束された面積の1/10以下である3,600km²まで縮小された。
20世紀に入ると、この保留地の大半は、1953年にアメリカ政府が建設したガリソンダムのために水底に沈められた。

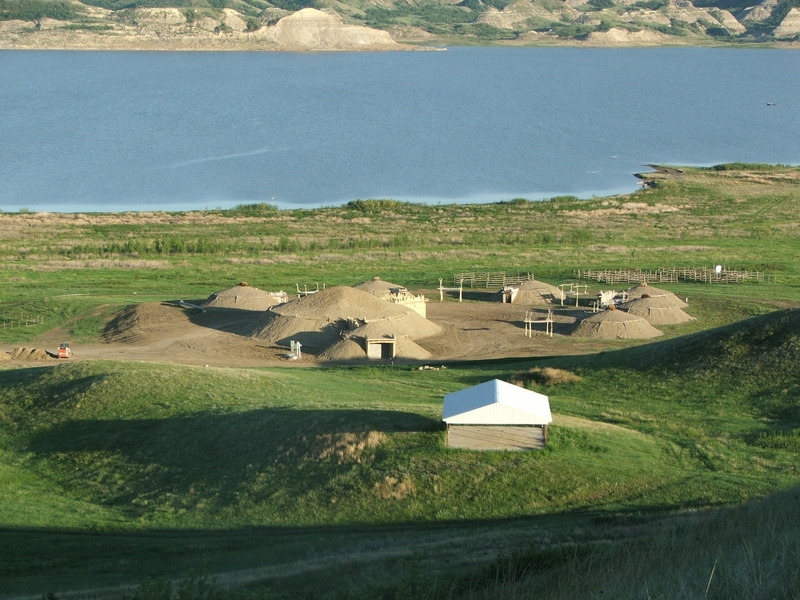
バートホールド保留地に再建されたアース・ロッジ

このギャリソン・ダムの建設によって、ヒダーツァの経済は崩壊した。1990年代の保留地内の部族員数は約1500人、2000年の人口調査では約625人である。多くのヒダーツァ族は保留地外で暮らしている。
1993年、三大提携部族は「インディアン・カジノ」の「フォー・ベアー・カジノ&ロッジ」を開設。ほぼ唯一の経済基盤となっている。